# Conjecture de Goormaghtigh
En mathématiques, la conjecture de Goormaghtigh est une conjecture en théorie des nombres nommée ainsi en hommage au mathématicien belge René Goormaghtigh (en). Elle affirme que les seules solutions non triviales à l'équation diophantienne
{\displaystyle {\frac {x^{m}-1}{x-1}}={\frac {y^{n}-1}{y-1}}} avec x, y > 1 et n, m > 2
sont (x, y, m, n) = (5, 2, 3, 5) et (x, y, m, n) = (90, 2, 3, 13).
À la suite de cette conjecture, il apparaît que 31 et 8191 sont les deux seuls nombres premiers à être brésiliens dans deux bases différentes.
La première solution donne : 31 = 111112 = 1115 et,
la seconde : 8191 = 11111111111112 = 11190, où 11111111111 est le répunit constitué de treize fois le chiffre 1.